# Milionário & Marciano
Milionário & Marciano foi uma dupla de cantores de música sertaneja do Brasil, formada por Romeu Januário de Matos, o Milionário (Monte Santo de Minas, 9 de janeiro de 1940) e José Marciano, o Marciano (Bauru, 1 de abril de 1951 — São Caetano do Sul, 18 de janeiro de 2019). A dupla se formou em 2016 (1 ano após a morte de José Rico, que deu fim ao dupla sertanejo Milionário & José Rico) através da união entre Milionário e Marciano, que até então seguia carreira solo após se separar de João Mineiro em 1993.
Romeu Januário de Matos, conhecido como Milionário, nasceu em 4 de janeiro de 1940. Ele é natural de Monte Santo de Minas, no estado de Minas Gerais. Antes de se tornar um famoso cantor, o aspirante a cantor trabalhou como garçom, pintor de parede e pedreiro. Depois de tantas profissões, foi para São Paulo tentar a sorte na indústria musical. Logo conheceu José Alves (José Rico) em 1970, quando os dois se encontraram no Hotel dos Artistas, na cidade de São Paulo, com quem formou a dupla Milionário & José Rico.
José Marciano, conhecido como Marciano, nasceu em 1 de abril de 1951, sendo natural de Bauru, no estado de São Paulo. Começou cantando ainda criança com o pai em festas religiosas. Na adolescência, passou a apresentar-se em programas de rádio e televisão de sua região. Aos 16 anos, conheceu João Mineiro na região metropolitana de São Paulo. Com ele, formou a dupla João Mineiro & Marciano e fez grande sucesso entre os anos 1970 e 1990.

## Dupla sertaneja
A nova dupla recebeu o nome de Milionário & Marciano, que gravou inclusive um DVD intitulado Lendas, no qual a dupla regravou sucessos de seus antigos duetos: Milionário & José Rico e João Mineiro & Marciano. Porém, a dupla teve fim em 2019 com o falecimento de Marciano.

## DVD Lendas
A gravação do DVD Lendas, de Milionário & Marciano, foi inspirada no circo, sob a supervisão da família Stankowich, tradicional família circense, e de Marcos Frota, ator global e dono de circo. O repertório das duplas João Mineiro & Marciano e Milionário & José Rico esteve presente em quatorze das dezesseis faixas do DVD. Da primeira dupla vieram os grandes clássicos, da dupla Milionário & José Rico foram escolhidas canções mais recentes.

### Faixas
1. "Pot-Pourri:Ainda Ontem Chorei de Saudade / Vontade Dividida"
2. "Pot-Pourri: Paredes Azuis / Aline / A Carta"
3. "Viola Está Chorando"
4. "Pot-Pourri: Meu Desespero / Amor Clandestino"
5. "Pot-Pourri: Whisky Com Gelo / Quem Disse Que Esqueci / Crises de Amor"
6. "Solidão"
7. "Não Me Aceito Sem Você (Localizador)" (inédita)
8. "Pot-Pourri: No Mesmo Lugar / Vou Levando a Vida"
9. "Dia Sim, Dia Não"
10. "Pot-Pourri: Sonhei Com Você / Telefone Mais"
11. "Lágrimas de Amor" (inédita)
12. "Esta Noite Como Lembrança"
13. "Do Mundo Nada Se Leva"
14. "Decida"
15. "Se Eu Não Puder Te Esquecer"
16. "Pot-Pourri:Ainda Ontem Chorei de Saudade / Estrada da Vida / Seu Amor Ainda é Tudo"